# (4371) Fyodorov
(4371) Fyodorov es un asteroide perteneciente al cinturón de asteroides, descubierto el 10 de abril de 1983 por la astrónoma soviética Liudmila Chernyj desde el Observatorio Astrofísico de Crimea (República de Crimea), Rusia).

## Designación y nombre
Designado provisionalmente como  1983 GC2. Fue nombrado Fyodorov en honor al oftalmólogo y político ruso Sviatoslav Fiódorov.